# 小山開運音頭
「小山開運音頭」（おやまかいうんおんど）は、マヒナスターズ・松平直樹 & 篠崎ゆきのシングル。2013年2月20日に発売された。

## 収録曲
- 発売元:㈱ドリーム・ウィーバー
- 音楽出版:マリブ音楽出版
- 品番:DWJ-4003

1. 小山開運音頭 [3:37]
  - 作詞:富士はじめ　作曲:松平直樹　編曲:向坂卓人
  - 唄:マヒナスターズ・松平直樹 & 篠崎ゆき
2. 明日咲く花 [4:05]
  - 作詞・作曲:富士はじめ　編曲:向坂卓人
  - 唄:篠崎ゆき
3. 小山開運音頭（カラオケ）
4. 明日咲く花（カラオケ）